# George Poyser
George Henry Poyser (Stanton Hill, 6 febbraio 1910 – Skegby, 30 gennaio 1995) è stato un calciatore e allenatore di calcio inglese, di ruolo difensore.

## Caratteristiche tecniche

### Giocatore
Poyser giocava come difensore ed era un forte terzino sinistro.

## Carriera

### Giocatore
Poyser ha iniziato la sua carriera calcistica tra le file del Teversal Colliery nella quale ha militato dal 1925 al 1927, data in cui è passato al settore giovanile dello Stanton Hill Victoria, squadra della sua città natale. Fu acquistato dal Wolverhampton nel 1928, dove però non scenderà mai in campo, e nel 1929 passerà allo Stourbridge. Nel 1930 passerà al Mansfield Town, entrando a far parte della squadra che riuscì a guadagnarsi la promozione in Championship nel 1931.
Nel maggio 1931 ha firmato per il Port Vale, allora militante nella Second Division. Debuttò con il club il 2 gennaio 1932, in una gara vinta per 2-0 contro il Plymouth Argyle. Quella stagione la concluse con solamente 6 presenze, mentre la stagione dopo diventerà una presenza piuttosto fissa dell'undici titolare, totalizzando 28 presenze in campionato. Ha totalizzato in tre annate 72 presenze con il club bianconero.
Nel giugno 1934 è passato a titolo definitivo al Brentford per una cifra di 1550 £, una cifra record per l'epoca. Nella sua prima stagione, il club riuscì a vincere il campionato di Second Division e quindi furono promossi direttamente in First Division, Nella stagione 1935-1936 le Bees si piazzarono al quinto posto in classifica, al sesto nella stagione 1936-1937 e 1937-1938, e poi diciottesimi nella stagione 1938-1939. Rimase al Griffin Park per un intero decennio, collezionando 157 presenze, saltando però svariate gare a causa degli impegni militari nel periodo della Seconda guerra mondiale.
Nella stagione 1945-1946 si unì al Plymouth Argyle per una somma di 3500 £. Ha collezionato solamente tre presenze nella Football League South ed altre tre presenze in Second Division. Lasciò Home Park alla fine della stagione 1946-1947.

### Allenatore
Ha iniziato la sua carriera manageriale divenendo il nuovo tecnico del Dover FC. La sua carriera da allenatore raggiungerà il picco più alto al Notts County che ha allenato dall'ottobre 1953 al gennaio 1957, riuscendo a raggiungere addirittura la finale di FA Cup 1954-1955. L'ex ala del Notts County Gordon Wills ha descritto Poyser come il miglior tecnico per cui abbia mai giocato.
Nel gennaio 1957 Poyser divenne il nuovo assistente tecnico del Manchester City con Les McDowall come tecnico. I Citizens furono retrocessi in Second Division nel 1963 e McDowall decise di dimettersi. Il 12 luglio 1963 Poyser fu nominato nuovo tecnico del club. Sotto la sua gestione, arrivarono tre acquisti fondamentali in rosa come Derek Kevan, Jimmy Murray e Johnny Crossan, promuovendo in prima squadra talenti provenienti dalla primavera come Alan Oakes e Glyn Pardoe, ed entrambi hanno conseguito una lunga carriera sotto contratto con i Citizens. Durante la sua prima stagione, riuscì a raggiungere le semifinali di Coppa di Lega e un sesto posto in campionato. La sua seconda stagione si rivelò del tutto deludente raggiungendo anche il minor numero di spettatori (8015) in una gara di calcio inglese contro lo Swindon Town. In quella gara, il tecnico inglese non era nemmeno presente allo stadio, poiché ottenne un impegno di scouting fuori da Manchester, e questa assenza creò delle divergenze con la società Il giorno di Pasqua, con lo stato di forma della squadra rimasto inalterato, Poyser è stato sollevato dall'incarico.

## Statistiche

### Giocatore
| Club            | Stagione        | Campionato      | Campionato | Campionato | FA Cup   | FA Cup | Totale   | Totale |
| Club            | Stagione        | Divisione       | Presenze   | Gol        | Presenze | Gol    | Presenze | Gol    |
| --------------- | --------------- | --------------- | ---------- | ---------- | -------- | ------ | -------- | ------ |
| Wolverhampton   | 1928–1929       | Second Division | 0          | 0          | 0        | 0      | 0        | 0      |
| Port Vale       | 1931–1932       | Second Division | 6          | 0          | 0        | 0      | 6        | 0      |
| Port Vale       | 1932–1933       | Second Division | 28         | 0          | 0        | 0      | 28       | 0      |
| Port Vale       | 1933–1934       | Second Division | 38         | 0          | 1        | 0      | 39       | 0      |
| Port Vale       | Totale          | Totale          | 72         | 0          | 1        | 0      | 73       | 0      |
| Brentford       | 1934–1935       | Second Division | 41         | 0          | 1        | 0      | 42       | 0      |
| Brentford       | 1935–1936       | First Division  | 28         | 0          | 1        | 0      | 29       | 0      |
| Brentford       | 1936–1937       | First Division  | 31         | 0          | 2        | 0      | 33       | 0      |
| Brentford       | 1937–1938       | First Division  | 16         | 0          | 0        | 0      | 16       | 0      |
| Brentford       | 1938–1939       | First Division  | 33         | 0          | 1        | 0      | 34       | 0      |
| Brentford       | 1945–1946       | —               | —          | —          | 3        | 0      | 3        | 0      |
| Brentford       | Totale          | Totale          | 149        | 0          | 8        | 0      | 157      | 0      |
| Plymouth Argyle | 1946–1947       | Second Division | 3          | 0          | 0        | 0      | 3        | 0      |
| Totale carriera | Totale carriera | Totale carriera | 224        | 0          | 9        | 0      | 233      | 0      |

### Allenatore
| Squadra         | Da              | A              | Presenze | Presenze | Presenze | Presenze  | Presenze      |
| Squadra         | Da              | A              | Panchine | Vittorie | Pareggi  | Sconfitte | % di vittorie |
| --------------- | --------------- | -------------- | -------- | -------- | -------- | --------- | ------------- |
| Notts County    | 22 ottobre 1953 | 7 gennaio 1957 | 149      | 53       | 31       | 65        | 35,6          |
| Manchester City | 12 luglio 1963  | 13 aprile 1965 | 89       | 38       | 17       | 34        | 42,7          |

## Palmarès
Brentford
- Football League Second Division: 1934–1935[9]
- London War Cup: 1941–1942[11]

Individuale
- Brentford Hall of Fame[12]